# Regno del Sussex
Il Regno del Sussex o Regno dei Sassoni del sud (in inglese antico: Suth Seaxe), fu uno dei regni della cosiddetta eptarchia anglosassone dell'Inghilterra medievale.

## Ubicazione e geografia
Sorse inizialmente in quello che era stato il regno romano-britannico dei Regnensi e i suoi confini coincidevano in generale con la successiva contea del Sussex. Per un breve periodo nel VII secolo il regno del Sussex controllò l'isola di Wight e il territorio dei Meonwara nella valle di Meon nell'Hampshire orientale. Dal tardo VIII secolo il regno del Sussex sembra essere stato assorbito dal regno degli Haestingas e in seguito da re Offa di Mercia.
Gran parte del suo territorio era coperto da una foresta che dal forte di Anderitum, nell'odierno Pevensey, prese il nome di Andred, o Andredsleah o ancora Andredsweald e che oggi è nota come Weald. Questa copriva una vastissima area, era abitata da lupi, cinghiali e forse orsi ed era così folta e impenetrabile che il Domesday Book non ricorda la presenza di insediamenti. Tale foresta rese quindi difficile l'espansione degli abitati, ma fornì anche una grande protezione dalle invasioni dei regni vicini. È tuttavia probabile che le strade romane continuarono a svolgere un importante ruolo di arterie di comunicazione attraverso la foresta di Weald. Quest'area del Sussex non fu però l'unica a essere ricoperta da foreste ai tempi degli anglosassoni, come dimostrerebbe il nome della penisola di Manhood, nell'area orientale del Sussex, che deriverebbe dall'antico inglese maene-wudu, che richiama chiaramente la presenza di un'ampia foresta, che oggi però non esiste più.
Il paesaggio diede luogo ad alcune differenze all'interno differenze regionali chiave all'interno del regno. La ricca pianura costiera continuò ad essere la base per le grandi proprietà, governate dai thegn, mentre le colline erano più deserte. L'impatto dell'azione umana fu maggiore nell'area della foresta di Weald. Lungo la scarpata nord delle colline corre una serie di parrocchie con terreno uniformemente distribuito, tant'è che le parrocchie erano più o meno uguali nella zona, circa 1.600 ettari ciascuna. Nel periodo altomedievale i fiumi del Sussex potrebbero aver avuto un importante ruolo unificatore a livello locale, collegando le diverse comunità e quindi fornendo alle persone di queste zone un senso di identità.
All'epoca l'area costiera era sicuramente molto diversa da quella odierna ed è probabile che i Sassoni si siano trovati davanti a una zona costiera molto simile a quella della loro terra di origine tra la Frisia, la Bassa Sassonia e lo Schleswig-Holstein, fatta di lagune, paludi salate, ampie insenature, isole e penisole.
I confini del regno del Sussex si cristallizzarono probabilmente intorno al VI e VII secolo. Ad ovest Beda descrive il confine con il regno del Wessex frontale all'isola di Wight e poi su fiume Ems. È possibile che i territory degli Juti nell'isola di Wight e nella Valle di Meon abbiano funto da area cuscinetto tra i regni di Wessex e Sussex, passando poi a re Æðelwealh del Sussex nel VII secolo A est, sull'odierno fiume Rother il Sussex confinava con il regno del Kent. A nord della foresta di Ridge si trovava il regno satellite di Surrey, che divenne area di frontiera disputata tra Sussex e Kent fino a quando non fu conquistata da quello del Wessex. A sud, invece, c'era il canale della Manica.

## Storia
La leggenda sulla fondazione del regno del Sussex viene riportata dalla Cronaca anglosassone, secondo la quale nel 477 Ælle giunse in un posto chiamato Cymenshore con tre navi insieme ai suoi tre figli. Cissa, Cymen e Wlencing. La Cronaca descrive come al suo arrivo Ælle uccise i difensori locali, cacciando nella Foresta di Andred gli altri. La Cronaca parla poi della battaglia combattuta da Ælle contro i Britanni nel 485 nei pressi di Mercredesburne e racconta di come nel 491 assediò Andredadsceaster, nell'odierno Pevensey, massacrandone gli abitanti. Secondo la leggenda diverse località presero i loro nomi dai figli di Ælle. Si pensa che Cissa abbia dato il nome a Chichester, Cymen a Cymenshore e Wlencing a Winchelsea. Cymenshore viene tradizionalmente ubicata nell'odierna area delle Owers Rocks, nel Selsey meridionale, eppure non esistono prove sulla presenza di Ælle e dei suoi tre figli nell'area del Selsey. Molti storici ritengono, però, che la storia di Ælle e dei suoi figli sia un mito. Del resto non si può dare grande peso alle date e agli eventi forniti dalla Cronaca anglosassone, che fu compilata solo molti secoli dopo questi fatti.
Il Sussex torna a far parlare di sé nel 607, anno in cui i suoi eserciti si scontrarono con quelli di re Ceolwulf del Wessex. Nel 681 Wilfrid re di York, espulso dalla Northumbria da Ecgfrith, si ritirò nel Sussex, dove rimase fino al 686. Qui convertì al Cristianesimo i suoi abitanti pagani. Secondo san Beda il Venerabile, re Aethelwalh del Sussex era già stato battezzato in precedenza nella Mercia su suggerimento di re Wulfhere, che gli aveva dato in cambio l'isola di Wight e altre terre. Dopo aver profuso sforzi per contrastare e alleviare gli effetti della carestia che si era abbattuta sul Sussex, Wilfrid ricevé da Æðelwealh le terre di Selsey per fondare un'abbazia, che in seguito divenne sede del vescovato del Sussex, ruolo che rivestì fino al 1075.
Comunque, poco dopo Æðelwealh fu ucciso e il suo regno saccheggiato da Caedwalla, principe esiliato del Wessex, che fu poi espulso dai due Ealdormen Berhthun e Andhun, che assunsero così l'effettivo governo del regno. Nel 686 le truppe del Sussex attaccarono Hlothhere, sovrano del Kent, poiché supportavano il nipote di quello, Eadric. Subito dopo Berhthun fu però ucciso e il regno tornò per un po' in mano a Ceadwalla, che intanto era salito sul trono del Wessex.
Dei successivi sovrani del Sussex abbiamo solo poche e occasionali notizie (specie in lettere ufficiali che riportano donazioni). Ad esempio si conosce re Noðhelm (o Nunna), che è descritto nella Cronaca anglosassone come un parente di Ine re del Wessex e che combatté con quest'ultimo contro Gerren re della Dumnonia nel 710. Secondo san Beda il Venerabile, il Sussex fu soggetto a Ine per alcuni anni.
La Cronaca anglosassone ricorda che "nel 722 Ealdberht fuggì nel Surrey e nel Sussex e Ine combatté contro il Sussex".
Poco dopo, re del Sussex divenne Æðelberht, che è però noto solo dalle lettere. Le date del regno di Æðelberht sono sconosciute tranne il fatto che era contemporaneo di Sigeferth, che fu vescovo di Selsey dal 733. Poi silenzio fino al 765 circa, quando una concessione di terra è fatta da un certo re Ealdwulf, avendo come testimoni due altri sovrani, Ælfwald e Oslac. Nel 765 e nel 770 concessioni sono fatte da re Osmund, di cui l'ultima fu poi confermata da Offa di Mercia, che confermò anche le lettere di Æðelberht. E nel 772 lui stesso fece una concessione territoriale nel Sussex, dato che è probabile che attorno a quel periodo egli avesse definitivamente annesso il regno, dato che Osmund, Ælfwald e Oslac usavano ora in titolo di dux, mentre prima avevano usato quello di rex.
Nell'825 il Sussex fu sottomesso da Ecgberht del Wessex e da quel momento rimase soggetto alla dinastia di questo regno. Lo Ealdorman del Sussex sembra poi essere stato spesso unito a quello del Kent. La morte nel 982 di un Ealdorman del Sussex, Eadwine, è ricordata dalla Cronaca anglosassone perché costui fu sepolto nell'abbazia di Abingdon, nel Berkshire, dove fu compilata una versione della Cronaca. In quello stesso anno egli appare come testimone in una lettera di re Etelredo II d'Inghilterra ed è definito Eaduuine dux. Il suo nome è anche ricordato in una lettera falsa, datata al 956 (forse un errore per 976).
Nella successiva generazione, Wulfnoð Cild, thegn del Sussex, giocò un ruolo molto importante nelle vicende politiche dell'Inghilterra. Nel 1009 le sue azioni portarono alla distruzione della flotta inglese, mentre dal 1011 il Sussex, insieme con la maggior parte dell'Inghilterra sud-orientale risulta essere in mano vichinga. In un primo tentativo di riforma del governo locale, gli ealdormandom anglosassoni furono aboliti dai re vichinghi e sostituiti da un più piccolo numero di più ampi earldom. Wulfnoð Cild era probabilmente il padre di Godwin, conte del Wessex, che divenne Earl del Wessex nel 1020 e il suo earldom comprendeva anche il Sussex. Quando morì nel 1053, a lui successe il figlio Harold, che era già stato earl dell'Anglia orientale.